# Eisschnelllauf-Sprintweltmeisterschaft 1978
Die 9. Eisschnelllauf-Sprintweltmeisterschaft wurde vom 11. bis 12. Februar im US-amerikanischen Lake Placid auf dem im Jahr zuvor modernisierten James B. Sheffield Olympic Skating Rink ausgetragen.

## Wettbewerb
- 57 Sportler aus 15 Nationen nahmen am Mehrkampf teil

| Teilnehmende Nationen                       | Teilnehmende Nationen                                                 | Teilnehmende Nationen              | Teilnehmende Nationen                   |
| ------------------------------------------- | --------------------------------------------------------------------- | ---------------------------------- | --------------------------------------- |
| Australien Kanada Frankreich BR Deutschland | Vereinigtes Königreich Deutsche Demokratische Republik Japan Südkorea | Niederlande Norwegen Polen Schweiz | Schweden Sowjetunion Vereinigte Staaten |

### Frauen

#### Endstand
- Zeigt die zwölf erfolgreichsten Sportlerinnen der Sprint-WM

| Rang | Name                      | 1. Lauf 500 Meter | Pkt.  | 1. Lauf 1.000 Meter | Pkt.  | 2. Lauf 500 Meter | Pkt.  | 2. Lauf 1.000 Meter | Pkt.  | Gesamt- pkt. |
| ---- | ------------------------- | ----------------- | ----- | ------------------- | ----- | ----------------- | ----- | ------------------- | ----- | ------------ |
| 1    | Ljubow Sadtschikowa       | 43,32 (2)         | 43,32 | 1:29,94 (4)         | 44,97 | 42,38 (1)         | 42,38 | 1:28,00 (1)         | 44,00 | 174,670      |
| 2    | Beth Heiden               | 42,97 (1)         | 42,97 | 1:29,16 (2)         | 44,58 | 42,89 (2)         | 42,89 | 1:28,82 (2)         | 44,41 | 174,850      |
| 3    | Erwina Rys-Ferens         | 44,07 (7)         | 44,07 | 1:30,18 (6)         | 45,09 | 43,57 (4)         | 43,57 | 1:29,51 (4)         | 44,75 | 177,485      |
| 4    | Kim Kostron               | 43,82 (4)         | 43,82 | 1:28,77 (1)         | 44,38 | 44,86 (13)        | 44,86 | 1:30,26 (5)         | 45,13 | 178,195      |
| 5    | Connie Paraskevin         | 43,36 (3)         | 43,36 | 1:32,48 (17)        | 46,24 | 43,35 (3)         | 43,35 | 1:31,11 (11)        | 45,55 | 178,505      |
| 6    | Haitske Valentijn-Pijlman | 43,85 (5)         | 43,85 | 1:30,48 (7)         | 45,24 | 44,24 (7)         | 44,24 | 1:30,84 (9)         | 45,42 | 178,750      |
| 7    | Cornelia Jacob            | 43,92 (6)         | 43,92 | 1:32,52 (18)        | 46,26 | 43,68 (5)         | 43,68 | 1:30,68 (6)         | 45,34 | 179,200      |
| 8    | Annette Karlsson          | 44,3 (11)         | 44,30 | 1:31,34 (11)        | 45,67 | 44,64 (10)        | 44,64 | 1:30,71 (7)         | 45,35 | 179,965      |
| 9    | Lisbeth Korsmo-Berg       | 44,17 (9)         | 44,17 | 1:31,08 (9)         | 45,54 | 44,50 (9)         | 44,50 | 1:31,64 (13)        | 45,82 | 180,030      |
| 10   | Sylvia Burka              | 44,12 (8)         | 44,12 | 1:32,05 (15)        | 46,02 | 44,69 (11)        | 44,69 | 1:30,90 (10)        | 45,45 | 180,285      |
| 11   | Sophie Westenbroek        | 45,09 (18)        | 45,09 | 1:31,22 (10)        | 45,61 | 45,40 (18)        | 45,40 | 1:28,89 (3)         | 44,44 | 180,545      |
| 12   | Kathleen Vogt             | 44,37 (12)        | 44,37 | 1:32,68 (19)        | 46,34 | 44,34 (8)         | 44,34 | 1:32,50 (17)        | 46,25 | 181,300      |

#### 1. Lauf 500 Meter
| Platz | Name                      | Land                            | Zeit  | Punkte |
| ----- | ------------------------- | ------------------------------- | ----- | ------ |
| 1     | Beth Heiden               | Vereinigte Staaten              | 42,97 | 42,97  |
| 2     | Ljubow Sadtschikowa       | Sowjetunion                     | 43,32 | 43,32  |
| 3     | Connie Paraskevin         | Vereinigte Staaten              | 43,36 | 43,36  |
| 4     | Kim Kostron               | Vereinigte Staaten              | 43,82 | 43,82  |
| 5     | Haitske Valentijn-Pijlman | Niederlande                     | 43,85 | 43,85  |
| 6     | Cornelia Jacob            | Deutsche Demokratische Republik | 43,92 | 43,92  |
| 7     | Erwina Ryś-Ferens         | Polen                           | 44,07 | 44,07  |
| 8     | Sylvia Burka              | Kanada                          | 44,12 | 44,12  |
| 9     | Lisbeth Korsmo-Berg       | Norwegen                        | 44,17 | 44,17  |
| 9     | Silvia Brunner            | Schweiz                         | 44,17 | 44,17  |

#### 1. Lauf 1.000 Meter
| Platz | Name                      | Land               | Zeit    | Punkte |
| ----- | ------------------------- | ------------------ | ------- | ------ |
| 1     | Kim Kostron               | Vereinigte Staaten | 1:28,77 | 44,38  |
| 2     | Beth Heiden               | Vereinigte Staaten | 1:29,16 | 44,58  |
| 3     | Bjørg Eva Jensen          | Norwegen           | 1:29,88 | 44,94  |
| 4     | Ljubow Sadtschikowa       | Sowjetunion        | 1:29,94 | 44,97  |
| 5     | Sylvia Filipsson          | Schweden           | 1:30,05 | 45,02  |
| 6     | Erwina Ryś-Ferens         | Polen              | 1:30,18 | 45,09  |
| 7     | Haitske Valentijn-Pijlman | Niederlande        | 1:30,48 | 45,24  |
| 8     | Cindy Seikkula            | Vereinigte Staaten | 1:30,92 | 45,46  |
| 9     | Lisbeth Korsmo-Berg       | Norwegen           | 1:31,08 | 45,54  |
| 10    | Sophie Westenbroek        | Niederlande        | 1:31,22 | 45,61  |
|       |                           |                    |         |        |
| 14    | Silvia Brunner            | Schweiz            | 1:31,95 | 45,97  |

#### 2. Lauf 500 Meter
| Platz | Name                      | Land                            | Zeit  | Punkte |
| ----- | ------------------------- | ------------------------------- | ----- | ------ |
| 1     | Ljubow Sadtschikowa       | Sowjetunion                     | 42,38 | 42,38  |
| 2     | Beth Heiden               | Vereinigte Staaten              | 42,89 | 42,89  |
| 3     | Connie Paraskevin         | Vereinigte Staaten              | 43,35 | 43,35  |
| 4     | Erwina Ryś-Ferens         | Polen                           | 43,57 | 43,57  |
| 5     | Cornelia Jacob            | Deutsche Demokratische Republik | 43,68 | 43,68  |
| 6     | Silvia Brunner            | Schweiz                         | 43,76 | 43,76  |
| 7     | Haitske Valentijn-Pijlman | Niederlande                     | 44,24 | 44,24  |
| 8     | Kathleen Vogt             | Kanada                          | 44,34 | 44,34  |
| 9     | Lisbeth Korsmo-Berg       | Norwegen                        | 44,50 | 44,50  |
| 10    | Annette Karlsson          | Schweden                        | 44,64 | 44,64  |

#### 2. Lauf 1.000 Meter
| Platz | Name                      | Land                            | Zeit    | Punkte |
| ----- | ------------------------- | ------------------------------- | ------- | ------ |
| 1     | Ljubow Sadtschikowa       | Sowjetunion                     | 1:28,00 | 44,00  |
| 2     | Beth Heiden               | Vereinigte Staaten              | 1:28,82 | 44,41  |
| 3     | Sophie Westenbroek        | Niederlande                     | 1:28,89 | 44,44  |
| 4     | Erwina Ryś-Ferens         | Polen                           | 1:29,51 | 44,75  |
| 5     | Kim Kostron               | Vereinigte Staaten              | 1:30,26 | 45,13  |
| 6     | Cornelia Jacob            | Deutsche Demokratische Republik | 1:30,68 | 45,34  |
| 7     | Annette Karlsson          | Schweden                        | 1:30,71 | 45,35  |
| 8     | Sijtje van der Lende      | Niederlande                     | 1:30,83 | 45,41  |
| 9     | Haitske Valentijn-Pijlman | Niederlande                     | 1:30,84 | 45,42  |
| 10    | Sylvia Burka              | Kanada                          | 1:30,90 | 45,45  |
|       |                           |                                 |         |        |
| 24    | Silvia Brunner            | Schweiz                         | 1:39,98 | 49,99  |

### Männer

#### Endstand
- Zeigt die zwölf erfolgreichsten Sportler der Sprint-WM

| Rang | Name            | 1. Lauf 500 Meter | Pkt.  | 1. Lauf 1.000 Meter | Pkt.  | 2. Lauf 500 Meter | Pkt.  | 2. Lauf 1.000 Meter | Pkt.  | Gesamt- pkt. |
| ---- | --------------- | ----------------- | ----- | ------------------- | ----- | ----------------- | ----- | ------------------- | ----- | ------------ |
| 1    | Eric Heiden     | 38,22 (1)         | 38,22 | 1:17,47 (1)         | 38,73 | 38,69 (2)         | 38,69 | 1:16,52 (1)         | 38,26 | 153,905      |
| 2    | Frode Rønning   | 38,54 (2)         | 38,54 | 1:20,68 (9)         | 40,34 | 38,52 (1)         | 38,52 | 1:19,11 (6)         | 39,55 | 156,955      |
| 3    | Johan Granath   | 39,10 (7)         | 39,10 | 1:19,96 (6)         | 39,98 | 39,43 (7)         | 39,43 | 1:18,32 (2)         | 39,16 | 157,670      |
| 4    | Jos Valentijn   | 39,11 (9)         | 39,11 | 1:19,53 (4)         | 39,76 | 39,48 (9)         | 39,48 | 1:18,94 (5)         | 39,47 | 157,825      |
| 5    | Waleri Muratow  | 38,67 (3)         | 38,67 | 1:20,82 (10)        | 40,41 | 38,98 (3)         | 38,98 | 1:19,69 (8)         | 39,84 | 157,905      |
| 6    | Terje Andersen  | 39,48 (13)        | 39,48 | 1:19,45 (2)         | 39,72 | 39,50 (11)        | 39,50 | 1:18,58 (3)         | 39,29 | 157,995      |
| 7    | Oloph Granath   | 39,10 (7)         | 39,10 | 1:20,14 (7)         | 40,07 | 39,63 (12)        | 39,63 | 1:20,04 (9)         | 40,02 | 158,820      |
| 8    | Jan Józwik      | 39,01 (4)         | 39,01 | 1:22,42 (18)        | 41,21 | 39,49 (10)        | 39,49 | 1:20,38 (11)        | 40,19 | 159,900      |
| 9    | Jewgeni Kulikow | 39,06 (5)         | 39,06 | 1:23,04 (22)        | 41,52 | 39,99 (18)        | 39,99 | 1:18,79 (4)         | 39,39 | 159,965      |
| 10   | Peter Mueller   | 39,40 (10)        | 39,40 | 1:19,78 (5)         | 39,89 | 41,08 (28)        | 41,08 | 1:20,89 (12)        | 40,44 | 160,815      |
| 11   | Jim Chapin      | 39,41 (11)        | 39,41 | 1:23,25 (23)        | 41,62 | 39,19 (5)         | 39,19 | 1:21,22 (15)        | 40,61 | 160,835      |
| 12   | Lee Yeong-ha    | 40,43 (24)        | 40,43 | 1:20,27 (8)         | 40,13 | 39,71 (13)        | 39,71 | 1:21,31 (17)        | 40,65 | 160,930      |

#### 1. Lauf 500 Meter
| Platz | Name                               | Land                            | Zeit  | Punkte |
| ----- | ---------------------------------- | ------------------------------- | ----- | ------ |
| 1     | Eric Heiden                        | Vereinigte Staaten              | 38,22 | 38,22  |
| 2     | Frode Rønning                      | Norwegen                        | 38,54 | 38,54  |
| 3     | Waleri Muratow                     | Sowjetunion                     | 38,67 | 38,67  |
| 4     | Jan Józwik                         | Polen                           | 39,01 | 39,01  |
| 5     | Jewgeni Kulikow Kai Arne Engelstad | Sowjetunion Norwegen            | 39,06 | 39,06  |
| 7     | Johan Granath Oloph Granath        | Schweden                        | 39,10 | 39,10  |
| 9     | Jos Valentijn                      | Niederlande                     | 39,11 | 39,11  |
| 10    | Peter Mueller                      | Vereinigte Staaten              | 39,40 | 39,40  |
|       |                                    |                                 |       |        |
| 21    | Stefan Panzer                      | BR Deutschland                  | 40,17 | 40,17  |
| 26    | Roland Vetter                      | Deutsche Demokratische Republik | 40,69 | 40,69  |

#### 1. Lauf 1.000 Meter
| Platz | Name               | Land                            | Zeit    | Punkte |
| ----- | ------------------ | ------------------------------- | ------- | ------ |
| 1     | Eric Heiden        | Vereinigte Staaten              | 1:17,47 | 38,73  |
| 2     | Terje Andersen     | Norwegen                        | 1:19,45 | 39,72  |
| 3     | Kai Arne Engelstad | Norwegen                        | 1:19,51 | 39,75  |
| 4     | Jos Valentijn      | Niederlande                     | 1:19,53 | 39,76  |
| 5     | Peter Mueller      | Vereinigte Staaten              | 1:19,78 | 39,89  |
| 6     | Johan Granath      | Schweden                        | 1:19,96 | 39,98  |
| 7     | Oloph Granath      | Schweden                        | 1:20,14 | 40,07  |
| 8     | Lee Yeong-ha       | Südkorea                        | 1:20,27 | 40,13  |
| 9     | Frode Rønning      | Norwegen                        | 1:20,68 | 40,34  |
| 10    | Waleri Muratow     | Sowjetunion                     | 1:20,82 | 40,41  |
|       |                    |                                 |         |        |
| 14    | Stefan Panzer      | BR Deutschland                  | 1:22,23 | 41,11  |
| 24    | Roland Vetter      | Deutsche Demokratische Republik | 1:23,26 | 41,63  |

#### 2. Lauf 500 Meter
| Platz | Name                            | Land                            | Zeit  | Punkte |
| ----- | ------------------------------- | ------------------------------- | ----- | ------ |
| 1     | Frode Rønning                   | Norwegen                        | 38,52 | 38,52  |
| 2     | Eric Heiden                     | Vereinigte Staaten              | 38,69 | 38,69  |
| 3     | Waleri Muratow                  | Sowjetunion                     | 38,98 | 38,98  |
| 4     | Kai Arne Engelstad              | Norwegen                        | 39,05 | 39,05  |
| 5     | Jim Chapin                      | Vereinigte Staaten              | 39,19 | 39,19  |
| 6     | Gaétan Boucher                  | Kanada                          | 39,34 | 39,34  |
| 7     | Johan Granath André Kraaijeveld | Schweden Niederlande            | 39,43 | 39,43  |
| 9     | Jos Valentijn                   | Niederlande                     | 39,48 | 39,48  |
| 10    | Jan Józwik                      | Polen                           | 39,49 | 39,49  |
|       |                                 |                                 |       |        |
| 14    | Stefan Panzer                   | BR Deutschland                  | 39,75 | 39,75  |
| 19    | Roland Vetter                   | Deutsche Demokratische Republik | 40,10 | 40,10  |

#### 2. Lauf 1.000 Meter
| Platz | Name            | Land                            | Zeit    | Punkte |
| ----- | --------------- | ------------------------------- | ------- | ------ |
| 1     | Eric Heiden     | Vereinigte Staaten              | 1:16,52 | 38,26  |
| 2     | Johan Granath   | Schweden                        | 1:18,32 | 39,16  |
| 3     | Terje Andersen  | Norwegen                        | 1:18,58 | 39,29  |
| 4     | Jewgeni Kulikow | Sowjetunion                     | 1:18,79 | 39,39  |
| 5     | Jos Valentijn   | Niederlande                     | 1:18,94 | 39,47  |
| 6     | Frode Rønning   | Norwegen                        | 1:19,11 | 39,55  |
| 7     | Gaétan Boucher  | Kanada                          | 1:19,40 | 39,70  |
| 8     | Waleri Muratow  | Sowjetunion                     | 1:19,69 | 39,84  |
| 9     | Oloph Granath   | Schweden                        | 1:20,04 | 40,02  |
| 10    | Øystein Konsmo  | Norwegen                        | 1:20,05 | 40,02  |
|       |                 |                                 |         |        |
| 19    | Stefan Panzer   | BR Deutschland                  | 1:21,74 | 40,87  |
| 21    | Roland Vetter   | Deutsche Demokratische Republik | 1:21,81 | 40,90  |